# 邦凯 (上比利牛斯省)
邦凯（法語：Benqué，法語發音：[bɛ̃ke]）是法国上比利牛斯省的一个旧市镇，属于巴涅尔德比戈尔区。2017年，邦凯与市镇莫莱尔合并为新市镇邦凯-莫莱尔，邦凯为新市镇行政中心。

## 地理
邦凯（43°5'40"N, 0°16'58"E）面积2.05 平方千米，位于法国奧克西塔尼大區上比利牛斯省，该省份为法国西南部内陆省份，北至热尔省，西接大西洋比利牛斯省，南与西班牙接壤，东临上加龙省。
与邦凯接壤的市镇（或旧市镇、城区）包括：莫沃赞、博讷马宗、比戈尔堡、莫莱尔、萨尔拉布、蒂尤斯。
邦凯的时区为UTC+01:00、UTC+02:00（夏令时）。

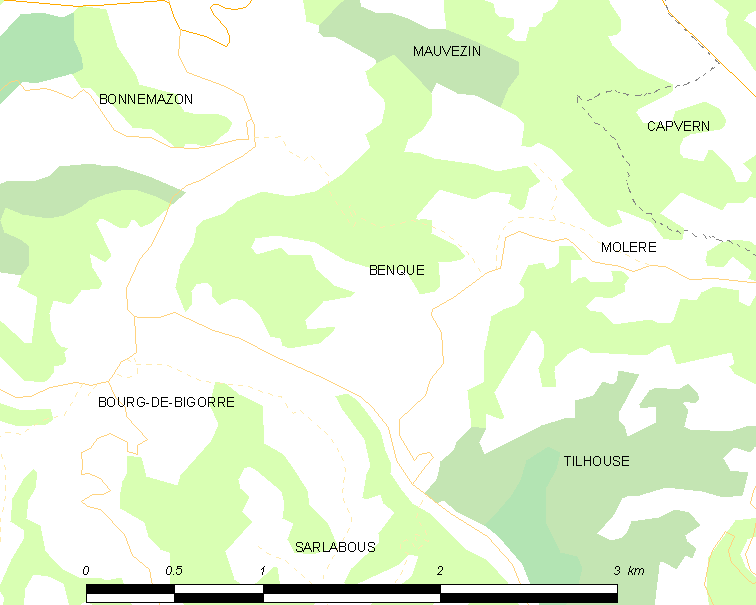
邦凯的OSM定位图

## 行政
邦凯的邮政编码为65130，INSEE市镇编码为65081。

## 政治
邦凯所属的省级选区为阿罗斯河与巴伊斯河谷县。

## 人口

1962-2008年间邦凯人口变化图示

邦凯于2013时的人口数量为84人。